# گوی‌یال
گوی‌یال (ترکی آذربایجانی: Göyyal) یک منطقهٔ مسکونی در جمهوری آرتساخ است که در استان کاشاتاق واقع شده‌است.